# Dirk Bolt
Dirk Bolt (* 24. Oktober 1930 in Groningen; † 13. Dezember 2020 in Aberfeldy) war ein niederländischer Architekt, der die modernistische australische Architektur der Nachkriegszeit beeinflusste. Später wirkte er als Universitätsprofessor und Stadtplaner.
Seine bekanntesten Gebäude sind das  Christ College an der University of Tasmania und das Burgmann College an der Australian National University.

## Leben
Bolt begann an der Technischen Universität Delft Architektur zu studieren, zog aber 1951 nach Australien und schloss das Studium als Architekt und Stadtplaner am Hobart Technical College ab.
Danach entwarf er innovative Wohnhäuser, Universitäts- und Geschäftsgebäude in Hobart und Canberra. In Canberra, wo er zwischen 1964 und 1971 arbeitete, war er auch als Ratgeber für die National Capital Development Commission (Entwicklungskommission der Stadt Canberra) tätig. Der australische Architektenverband (Australian Institute of Architects) bereitet   eine Monografie des Werkes Bolts vor.
In den 1970er Jahren arbeitete Bolt für internationale Entwicklungsorganisationen in Afrika und Asien, unter anderem als Ratgeber für Stadtplanung, Stadtentwicklung und Nachhaltigkeit.
Danach wurde er Dozent in Stadtplanung an der University of Auckland, wo er im Jahr 1984 mit einer Dissertation in nachhaltiger, gerechter, und humaner Stadtplanung promovierte.
1987 kehrte er in die Niederlande zurück und wurde Professor am Lehrstuhl für Stadtplanung an der Universität Twente. Bolt lebte in Schottland und starb dort am 13. Dezember 2020 im Alter von 89 Jahren.

## Bedeutende Gebäude

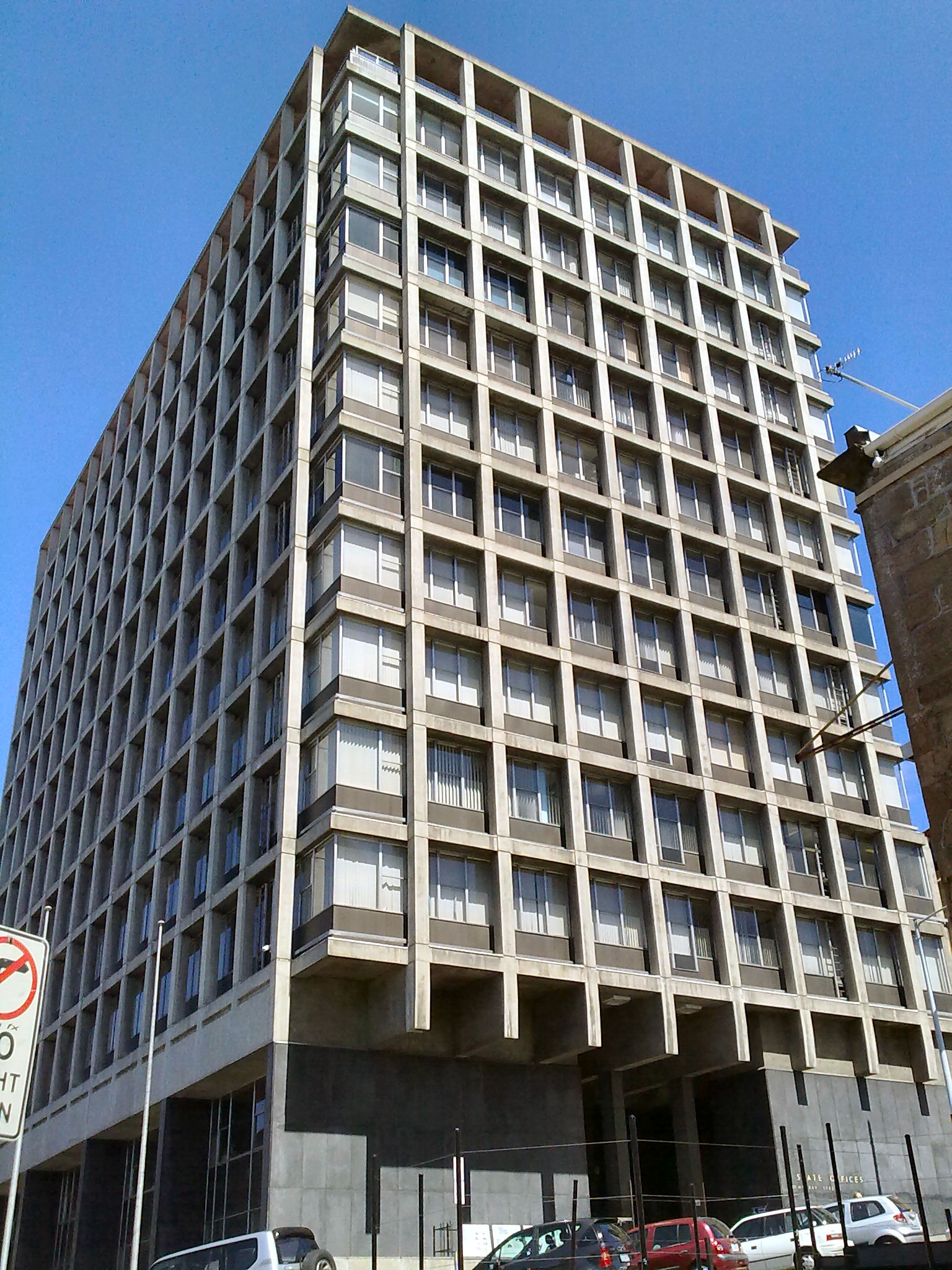
Murray Street State Offices

### Christ College, University of Tasmania (1961–62)
Christ College an der University of Tasmania wurde als Musterbeispiel modernistischer tasmanischer Architektur und in seiner Bauform Alvar Aaltos Rathausgebäude in Säynätsalo ähnelnd, beschrieben. Der Neubau des Christ College war durch die Campusverlegung nach Sandy Bay notwendig geworden. Auf einem steilen Abhang baute Bolt eine Hügelsiedlung, die aus visuell verschiedenartigen Gebäuden besteht, die um eine Gartenhof angeordnet sind. Dabei verwendete er Materialien, die im Laufe der Zeit einem natürlichen Alterungsprozess unterworfen wurden, wie zum Beispiel Betonsteine und unbehandeltes Holz. Der australische Architektenverband verlieh dem Gebäude den Australian Institute of Architects 2011 Enduring Architecture Award (Tasmania).

### Murray Street State Offices, Hobart (1966–69)
Murray Street State Offices in Hobart (1969 fertiggestellt und in der Hauptstadt Tasmaniens besser bekannt als 10 Murray Street) ist ein mehrgeschossiges Bürogebäude, das mit seinem externen Stahlbetonrahmen und seinen zurückgesetzten Fenstern ein bedeutendes Beispiel des australischen Brutalismus ist.  Als vor kurzem geplant wurde, das Gebäude abzureißen, wurde eine Petition gestartet, um es zu erhalten und eine Sanierung voranzutreiben.

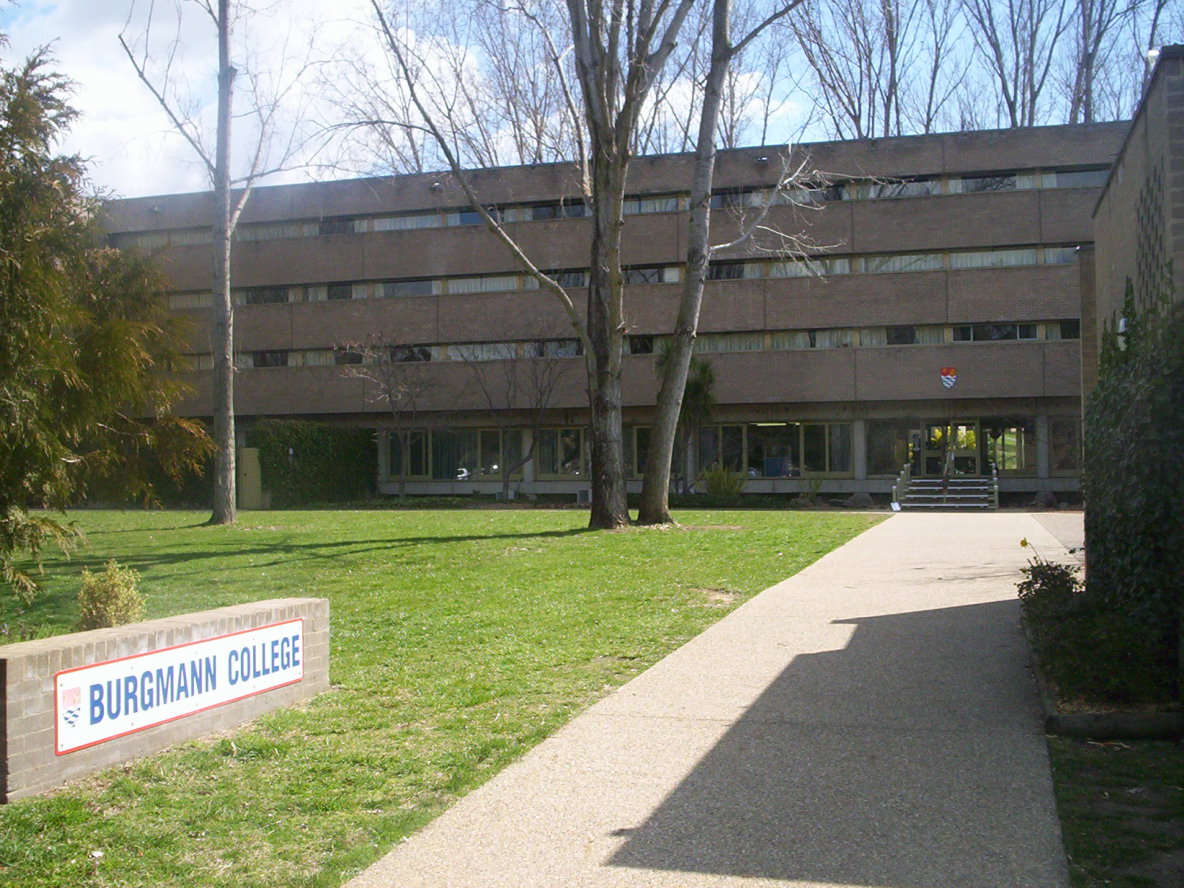
Burgmann College, Australian National University

### Burgmann College, Australian National University, Canberra (1970–71)
Wegen seines erfolgreichen Entwurfes der Gebäude für das Christ College in Sandy Bay wurde Dirk Bolt beauftragt, auch das Gebäude für das Burgmann College an der australischen Nationaluniversität zu entwerfen. Bolt entwarf das Collegegebäude in einem von der japanischen Architektur inspirierten Stil, der mit niederländischen Pragmatismus kombiniert wurde: Das Gebäude erhielt nur eine reduzierte Anzahl von Gebäudematerialien, und Schiebetüren und Schiebefenster, die Shoji ähneln. Die zurückgesetzten Außenfenster der Wohnbereiche verlaufen entlang der gesamten Gebäudelängsseiten als horizontale Fensterbänder auf drei Ebenen. Ursprünglich wurden vier Gebäudeflügel geplant, die einen zentralen Innenhof umschließen sollten, aber nur zwei Flügel, die nun ein L-förmiges Gebäude bilden, wurden fertiggestellt.